# 日本総合ビジネス
株式会社日本総合ビジネス（にほんそうごうビジネス、NIHON SOGO BUSINESS Co.,Ltd）は、就職・転職などの求人情報の提供・人材紹介サービス、インターネット事業を主とする日本の企業である。

## 概要
2005年12月に創業、タクシー運転手専門の求人情報サイト「転職道.COM」を開始。当時、タクシー運転手のみを取り扱う求人情報サイトは存在しておらず、業界としては初の試みである。

## 沿革
- 2005年12月 - 創業。
- 2008年8月25日 - 全乗連賛助会員に承認される。[1]
- 2014年 - 東京都品川区にさめず駅近接骨院・デイサービスを開院。

## 関連会社

### 求人に関する関連会社
- 株式会社第二章 - 警備員を専門に取り扱う求人サイト「ケイサーチ」を運営。
- 株式会社タクシー体験 - タクシー会社への体験入社を専門に取り扱う求人サイト「タクシー体験入社」を運営。

### その他
- 株式会社ラップCM - ラップを専門に取り扱うマッチングサービスである「ラップCM」を運営。

### 主なサイト（求人サイト）
- 転職道.COM
- タクシーハローワーク「TSJ」

### その他のサイト
- さめず駅近接骨院